# Anomalophylla tristicula
Anomalophylla tristicula är en skalbaggsart som beskrevs av Edmund Reitter 1887. Anomalophylla tristicula ingår i släktet Anomalophylla och familjen Melolonthidae. Inga underarter finns listade i Catalogue of Life.